# Megisthanoidea
Super-famille
Les Megisthanoidea  Berlese, 1914 sont une super-famille d'acariens des Antennophorina. Elle est composée de deux familles.

## Liste des familles
- Hoplomegistidae Camin and Gorirossi, 1955
- Megisthanidae Berlese, 1914